# جنگ ستارگان جبهه نبرد (بازی ویدئویی ۲۰۱۵)
جنگ ستارگان جبهه نبرد (به انگلیسی: Star Wars Battlefront) یک بازی در سبک اکشن و تیراندازی است که توسط شرکت دایس وابسته به الکترونیک آرتز ساخته و توسط الکترونیک آرتس در ۱۷ نوامبر ۲۰۱۵ برای سکوهای مایکروسافت ویندوز، پلی استیشن ۴ و ایکس‌باکس وان منتشر شد و نظر منتقدان را به صورت‌های مختلف دریافت کرد. منتقدان بازی را برای گیم پلی، نمایش تصاویر، موسیقی و ارزش تولید بالا، ستایش کردند اما از نبود محتوای آن در حالت‌های تک نفره و چند نفره انتقاد کردند.

## گیم پلی

بازیکنان توانایی کنترل کاراکترها محبوب فیلم را مانند لوک اسکای واکر و دارت ویدر را دارند.

جبهه نبرد یک بازی اکشن و به صورت تیراندازی اول شخص و تیراندازی سوم شخص اجرا می‌شود. مکان مراحل در سیاره‌های خود جنگ ستارگان از جمله اندور، بسپین، هات، تاتویین و همچنین جاکو در سه‌گانه دنباله است. در این بازی وسایل نقلیه مختلفی از جمله دوچرخه شتابگر و روروک غول پیکر زمینی به چشم می‌خورد. بازیکنان می‌توانند انتخاب کنند که عضو گروه شورشیان باشند یا اینکه به گروه ضربت بپیوندند. شخصیت‌های آن عموماً همان شخصیت‌های فیلم جنگ ستارگان، از جمله لوک اسکای‌واکر، دارت ویدر، هان سولو، سناتور پالپاتین، لیا اورگانا، بوبا فت، نین نوب، گریدو، لندو کالرسیان، دانگر، بوسک، چوباکا، جین ارسو و ارسون کریسین است اما سی‌تری‌پی‌او، آدمیرا آکبر و جابای هات نقش قابل توجهی ندارند. حالت  چندنفره آن تا ۴۰ بازیکن را در یک مسابقه پشتیبانی می‌کند و متشکل از ۱۶ نقشه است.

## دنباله
جنگ ستارگان جبهه نبرد ۲ در سال ۲۰۱۷ به عنوان دنباله برای این سری منتشر شد. برخلاف نسخه اول قسمت دوم از بخش داستانی بهره می‌برد و داستان آن پس از قسمت ششم جنگ ستارگان روایت می‌شد.